# エピスコピーア
エピスコピーア（イタリア語: Episcopia）は、イタリア共和国バジリカータ州ポテンツァ県にある、人口約1,400人の基礎自治体（コムーネ）。

## 地理

### 位置・広がり

#### 隣接コムーネ
隣接するコムーネは以下の通り。
- カルボーネ
- キアロモンテ
- ファルデッラ
- ラトローニコ
- サン・セヴェリーノ・ルカーノ

## 行政

### 分離集落
エピスコピーアには、以下の分離集落（フラツィオーネ）がある。
- Demanio, Fichi D'Antuono, Lago Angella, Manca di Basso, Manca di Sopra